# Famille Thierry
La famille Thierry est une éminente dynastie parisienne de facteurs d'orgues. Pierre (1604 - 1665), le père fondateur, alors fils de savetier, devient valet de l'organiste de la Sainte Chapelle et fait son apprentissage chez Valéran de Héman, puis Crespin Carlier. 
Pierre apprend la facture d’orgues à trois de ses fils : Charles, Jean spécialisé dans la tuyauterie, et Alexandre (1646 - 1699), le plus doué des trois,  qui prendra  la suite de son père à la tête de l’entreprise familiale. Ce dernier restant sans successeur, c’est son neveu François (1679 - 1749), fils de Jean, qui perpétuera avec succès la tradition familiale.

## Instruments reconnus
Pierre : Notre-Dame de Paris, Saint-Denis, Saint-Sulpice, Saint-Germain des Prés
Alexandre : Saint-Gervais, la Sainte Chapelle, Saint-Louis des Invalides, Saint-Germain-en-Laye
François : Notre-Dame de Paris, Orléans, Rouen, Soissons.

## Sources
- Norbert Dufourcq, Le Livre de l'Orgue Français, tome III, la Facture, 2e partie, Picard,  (ISBN 2-7084-0031-2)
- Claude Noisette de Crauzat, L'Orgue Français, Atlas,  (ISBN 2-7312-0524-5)